# Earnest Evans
Earnest Evans (яп. アーネストエバンス) — видеоигра в жанре платформер, разработанная компанией Wolf Team и изданная Wolf Team и Renovation Products для игровых платформ Sega CD и Sega Mega Drive/Genesis в 1991—1992 годах.

## Сюжет
Охотник за сокровищами по имени Earnest Evans отправляется на поиски трёх статуэток-идолов, заключающих в себе огромную силу. Однако неизвестный злодей собирается найти эти артефакты раньше героя, чтобы с их помощью уничтожить Землю.

## Геймплей

Кадр из игры для версии Sega Mega Drive/Genesis

Игра представляет собой платформер с боковым сайд-скролингом и двухмерной графикой.
Уровни в игре — замкнутые локации, по которым можно передвигаться в любом направлении. Это вулкан, город, заколдованный замок и др. На них присутствуют множество врагов, ловушек и препятствий. В конце большинства уровней находятся боссы.
Персонаж имеет при себе специальное приспособление, напоминающее хлыст. Используя его, он может обороняться от врагов и добираться до недоступных платформ. Также персонаж способен взбираться вверх по вертикальным поверхностям.
Враги в игре — разнообразные монстры и приспешники главного злодея. Уровень их здоровья варьируется от низкого до довольно высокого, иногда сравнимого со здоровьем героя. Боссы имеют вид больших монстров или различных механизмов; они гораздо сильнее любого из противников и обладают собственными спецприёмами, наносящими ощутимый урон.
Полезные предметы, имеющиеся на уровнях, в основном пополняют здоровье героя (яблоки и куски мяса). Довольно редко попадаются специальные призы (например, усыпляющее зелье или ключ от перегородки).

## Оценки
Игра получила в основном средние оценки.
Британский журнал Sega Pro поставил версии для Sega Mega Drive/Genesis оценку в 91 балл из 100, а веб-сайт The Video Game Critic — D+. Журналы Sega Force и PC Power Play оценили версию для Sega CD в 76 баллов из 100 и 3 балла из 5, а рецензенты веб-сайта Sega-16.com — в 4 балла из 10. Информационный сайт GameSpot поставил обеим версиям оценку 5,5 баллов из 10.
Критики отметили сходство игры с серией игр и фильмов «Индиана Джонс», положительно оценив игровой процесс, музыкальное и звуковое сопровождение, а также дизайн уровней и анимацию персонажей. Среди недостатков были выделены неудобное управление и высокая сложность.